# William Abraham

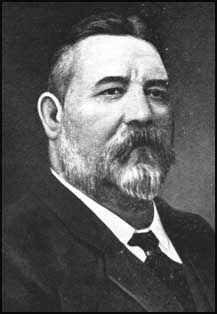
William "Mabon" Abraham.

William "Mabon" Abraham, född 14 juni 1842 i Cwmafan, Glamorgan, död 14 maj 1922 i Pentre, Rhondda, var en walesisk arbetarledare.
Abraham var gruvarbetare till 1873, då han blev förtroendeman för sin hemtrakts kolgruvearbetare. Som sådan fick han stort inflytande och representerade valkretsen Rhondda Valley i underhuset från 1885 till 1920, då han drog sig tillbaka till privatlivet. Han blev 1911 ledamot av Privy Council. Hans skicklighet som sångare förvärvade honom det keltiska tillnamnet Mabon ("barden"), under vilket han sedan var mest känd i arbetarvärlden och parlamentet.